# Nieul-lès-Saintes
Nieul-lès-Saintes – miejscowość i gmina we Francji, w regionie Nowa Akwitania, w departamencie Charente-Maritime.
Według danych na rok 1990 gminę zamieszkiwały 953 osoby, a gęstość zaludnienia wynosiła 47 osób/km² (wśród 1467 gmin regionu Poitou-Charentes Nieul-lès-Saintes plasuje się na 330. miejscu pod względem liczby ludności, natomiast pod względem powierzchni na miejscu 389.).